# Artistona
Artistona (Artystone) fou un nom de dona persa testimoniat només en llengua grega i en elamita (Ir-taš-du-na, Ir-da-iš-du-na) derivat de l'antic persa Ṛtastūnā  "Pilar de Ṛta" (Rta = deïtat de la veritat). Van portar el nom algunes dames perses la principal de les quals fou
- Artistone (Artistona), esposa de Darios I el Gran.[2]